# Krzysztof Pawłowski (piłkarz)
Krzysztof Pawłowski (ur. 22 stycznia 1973, zm. 7 czerwca 2016 w Katowicach) – polski piłkarz i szaradzista.

## Życiorys
Jako piłkarz grał na pozycji pomocnika. W trakcie swojej kariery piłkarskiej był związany z klubami GKS Katowice, Wawel Kraków, Olimpia Piekary Śląskie, CKS Czeladź, Warta Zawiercie oraz Czarni Sosnowiec. Na najwyższym szczeblu rozgrywkowym w Polsce rozegrał 14 spotkań w barwach GKS-u Katowice, z którym w 1993 zdobył Puchar Polski. Od 2006 był również działaczem i członkiem zarządu Klub Szaradzistów „ARIAda”, finalistą turniejów, w tym Szaradziarskich Mistrzostw Polski.